# Z23 (есмінець)
Z23 (нім. Z 23) — військовий корабель, ескадрений міноносець типу 1936A Кріґсмаріне за часів Другої світової війни.
Есмінець Z23 15 листопада 1938 року закладений на верфі заводу Deutsche Schiff- und Maschinenbau, AG Weser у Бремені, 15 грудня 1939 року спущений на воду, а 15 вересня 1940 року корабель уведений до складу військово-морських сил Третього Рейху.

## Історія служби
5 березня 1943 року 8-ма флотилія есмінців (Z23, Z24, Z32 і Z37) у рамках операції «Карін» здійснила прорив через Англійський канал до французького узбережжя Атлантичного океану. Попри атаки британської берегової артилерії та моторних торпедних катерів, німецькій флотилії вдалося неушкодженою пройти через Дуврську протоку, лише Z37 дістав незначних пошкоджень, наразившись на мілину біля Гавра. 28 березня флотилія забезпечувала прикриття при спробі італійського проривача блокади, судна Himalaya, відплисти на Далекий Схід, але італійське судно вимушено повернулося в Бордо після того, як його помітив британський розвідувальний літак.
30 березня Z23 разом з есмінцями Z24, Z32 і Z37 вирушили назустріч проривачу блокади Pietro Orseolo. Важкі повітряні атаки британських «Бофайтерів» були відбиті, німецькі есмінці збили п'ять літаків, що атакували. Втім Pietro Orseolo пошкодили торпедою з американського підводного човна «Шад», перш ніж він досяг безпечної зони в лимані Жиронди 2 квітня. 9 квітня Himalaya зробив ще одну спробу прорватися, але він та кораблі прикриття були помічені літаючим човном «Сандерленд». На зворотному шляху кораблі Осі атакували бомбардувальники «Віккерс Веллінгтон» і торпедоносці «Хендлі Пейдж Хемпден», п'ятеро з яких були збиті німецькими засобами ППО.
У вересні 1942 року Крігсмарине виділили на перехоплення союзного конвою PQ 18 німецькі важкі крейсери «Адмірал Гіппер» і «Адмірал Шеєр», легкий крейсер «Кельн», 6 есмінців: «Ріхард Бейтцен», Z23, Z27, Z29 і Z30. Втім, операція з атаки транспортів конвою була скасована.
28 грудня 1943 року Z23 взяв участь у морському бою у Біскайській затоці між британськими та німецькими кораблями, в якому британські крейсери «Ентерпрайз» і «Глазго» потопили німецькі есмінець Z27 і міноносці T25 та T26.
30 січня 1944 року Z23 проводив навчання на півдні Біскайської затоки з Z32 і Z37, під час якого останні зіткнулися. Удар спричинив на Z32 детонацію боєголовки торпеди, вивів з ладу обидві турбіни та спровокував велику пожежу в центрі корабля. Z23 відбуксирував пошкоджений корабель до Бордо, де Z32 був визнаний тотально зруйнованим і непридатним до відновлення. Корабель продовжував супроводження підводних човнів через затоку. 12 серпня есмінець був пришвартований у Ла-Паліс, порт Ла-Рошелі, коли на нього напали 14 важких бомбардувальників «Ланкастер». Одна бомба пробила носову котельню і здетонувала на дні гавані, а друга впала поруч. Корабель почав тонути, і не маючи змоги використовувати насоси, ледве дістався порту, де його під'єднали до берегової мережі. Z23 також був визнаний повною конструктивною втратою, і 20 серпня есмінець був виведений з експлуатації, а все його обладнання, яке неможливо було врятувати, було знищено. У 1945 році ВМС Франції підняли корабель на поверхню, а через два роки відбуксирували його до Шербура, щоб канібалізувати його назапасні частини. 7 жовтня 1951 року рештки були розібрані на брухт.

## Командири
- Корветтен-капітан/фрегаттен-капітан Фрідріх Беме (15 вересня 1940 — травень 1942)
- Корветтен-капітан/фрегаттен-капітан Генріх Віттіг (травень 1942 — березень 1944)
- Корветтен-капітан Гельмут Мантей (березень — 21 серпня 1944)